# FC Crotone
FC Crotone, fotbollsklubb från Crotone i Italien. Klubben bildades 1910 och tog sig upp till Serie A säsongen 2016/2017. Séjouren blev där tvåårig, varpå laget degraderades till Serie B för att åter ansluta till Serie A säsongen 2020/2021. Sedan säsongen 2021/2022 spelar klubben i Serie B.

## Spelare

### Truppen 2020/2021
Korrekt per den 1 mars 2021
| Nr | Land      | Pos | Namn                                   |
| -- | --------- | --- | -------------------------------------- |
| 1  | Italien   | MV  | Alex Cordaz (lagkapten)                |
| 3  | Italien   | F   | Giuseppe Cuomo                         |
| 5  | Serbien   | F   | Vladimir Golemić                       |
| 6  | Argentina | F   | Lisandro Magallán (lån från Ajax)      |
| 7  | Algeriet  | A   | Adam Ounas (lån från Napoli)           |
| 8  | Italien   | MF  | Luca Cigarini                          |
| 10 | Libyen    | MF  | Ahmad Benali                           |
| 11 | Rumänien  | A   | Denis Drăguș (lån från Standard Liège) |
| 13 | Italien   | F   | Sebastiano Luperto (lån från Napoli)   |
| 16 | Italien   | MV  | Marco Festa                            |
| 17 | Italien   | MF  | Salvatore Molina                       |
| 20 | Chile     | MF  | Luis Rojas                             |
| 21 | Italien   | MF  | Niccolò Zanellato                      |
| 22 | Italien   | MV  | Gian Marco Crespi                      |

| Nr | Land            | Pos | Namn                             |
| -- | --------------- | --- | -------------------------------- |
| 23 | Italien         | MF  | Antonio Mazzotta                 |
| 25 | Nigeria         | A   | Simy Simeon Tochukwu Nwankwo     |
| 26 | Elfenbenskusten | F   | Koffi Djidji (lån från Sassuolo) |
| 30 | Brasilien       | A   | Junior Walter Messias            |
| 32 | Portugal        | MF  | Pedro Pereira                    |
| 33 | Italien         | MF  | Andrea Rispoli                   |
| 34 | Italien         | F   | Luca Marrone                     |
| 40 | Italien         | MV  | Francesco D'Alterio              |
| 44 | Italien         | MF  | Jacopo Petriccione               |
| 54 | Italien         | A   | Samuel Di Carmine                |
| 69 | Polen           | MF  | Arkadiusz Reca                   |
| 77 | Serbien         | MF  | Miloš Vulić                      |
| 95 | Brasilien       | MF  | Eduardo Henrique da Silva        |
| 97 | Frankrike       | A   | Emmanuel Rivière                 |